# Albert Alins i Abad
Albert Alins i Abad (Pont de Suert, Alta Ribagorça 1967) és un polític català, fou delegat del govern a l'Alt Pirineu i Aran, a destacar que fou alcalde de Pont de Suert (Alta Ribagorça) entre 1999 i 2015, i Delegat del govern a l'Alt Pirineu i Aran des de l'any 2011 fins al 2016. Està diplomat en Empresarials, i actualment propietari d'una gestoria.